# コラ半島

ロシア連邦ムルマンスク州の位置

コラ半島（コラはんとう、ロシア語: Кольский полуостров、キルディン・サーミ語: Куэлнэгк нёа̄ррк）は、ロシア北西部ムルマンスク州にある半島。語源はサーミ語の Guoládat「魚の豊富な地」。
北はバレンツ海、東は白海、南はカンダラクシャ湾に面している。面積はおよそ10万 km2。ムルマンスク州の約7割の面積を占める。半島のほとんどは北極圏に存在している。
北部は急峻で標高も高く、南部は平坦である。また、西部は山地（ヒビヌイ山脈）になっており、バルト楯状地の露頭も見られる。また、港湾と海軍の町ムルマンスク、軍港セヴェロモルスク、半島の名の由来となった中世の港町コラは半島の北岸から内陸に向かって伸びているフィヨルドとして形成されたコラ湾の沿岸にある。
北部は暖流のメキシコ湾流の影響で比較的暖かく、平均気温は1月で約－10℃、7月で約10℃である。毎年の極夜は約25日間、白夜は約100日間続く。南部はタイガ、北部はツンドラになっている。森林の主な樹種はヨーロッパアカマツ、オウシュウトウヒ、シベリアトウヒ、シラカンバ、ヨーロッパダケカンバであり、一帯にはヨーロッパビーバー、ノルウェーレミング、ヒグマ、マツテンなどの動物が生息している。燐灰石、鉄鉱石、ニッケルなどの資源が豊富である。
人口は、白海沿岸のロシア人開拓民の末裔「ポモール」が主体だが、わずかにサーミ語を話すサーミ人がおり、ラップランドの一部を形成している。西部は1984年に「ラップランド生物圏保護区」としてユネスコの生物圏保護区に指定された。
コラ半島で行った学術調査目的のボーリング「コラ半島超深度掘削坑」が、人類が掘ったもっとも深い穴である。深さは1万2262 m。